# バレーボールバーレーン男子代表
バレーボールバーレーン男子代表は、バレーボールの国際大会で編成されるバーレーンの男子バレーボールナショナルチームである。

## 歴史
1976年に国際バレーボール連盟へ加盟。第2回大会の1979年アジア選手権の開催国を務め、第4回大会の1987年アジア選手権に初出場。この時の成績は8位と健闘したが、第5回大会では一転16位と低迷した。アジア選手権には6回出場を果たしているが、2005年の第13回大会以降は出場していない。2006年ドーハアジア大会では8位に入った。世界選手権大陸予選には出場していないため、2010年1月付のFIVBランキングは115位に落ち込んだ。

## 過去の成績

### オリンピックの成績
- 出場なし

### 世界選手権の成績
- 出場なし

### アジア選手権の成績
- 1987年 - 8位
- 1989年 - 16位
- 1997年 - 10位
- 1999年 - 10位
- 2003年 - 13位
- 2005年 - 10位